# Марек Зюлковський
Марек Зюлковський (пол. Marek Ziółkowski; нар. 1955) — польський дипломат, посол Польщі в Україні (2001—2005), у Кенії (2012—2015), представник Польщі НАТО (2017—2019). 

## Біографія
Народився у 1955 р. в м. Кентшин. У 1975 закінчив Варшавський університет, факультет суспільних наук. Володіє російською, англійською та німецькою мовами.
З 1975 по 1976 — технічний співробітник Головної школи сільського господарства;
З 1981 по 1982 — інструктор Спілки польських журналістів;
З 1982 по 1986 — спеціаліст бюро подорожей «Orbis»;
З 1986 по 1990 — старший спеціаліст, керівник відділу видавництва Інституту туризму;
З 1990 по 1991 — старший спеціаліст відділу з питань релігії Головного управління статистики;
З 1991 по 1992 — консул Генерального консульства Республіки Польща у Мінську;
З 1992 по 1996 — радник, тимчасовий повірений Посольства Республіки Польща в Білорусі;
З 1996 по 2001 — старший радник, заступник директора, директор департаменту Східної Європи МЗС Республіки Польща;
З 2001 по 2005 — призначений Надзвичайним і Повноважним Послом Республіки Польща в Україні;
З 2012 по 2015 — призначений Надзвичайним і Повноважним Послом Республіки Польща в Кенії;
З 4.2017 по 03.2019 — представник Польщі в НАТО.

## Нагороди
- Кавалер ордена князя Ярослава Мудрого (2005)[2]
- Лицарський Хреста Ордена Відродження Польщі (2011)[3].